# Friedrich d’or

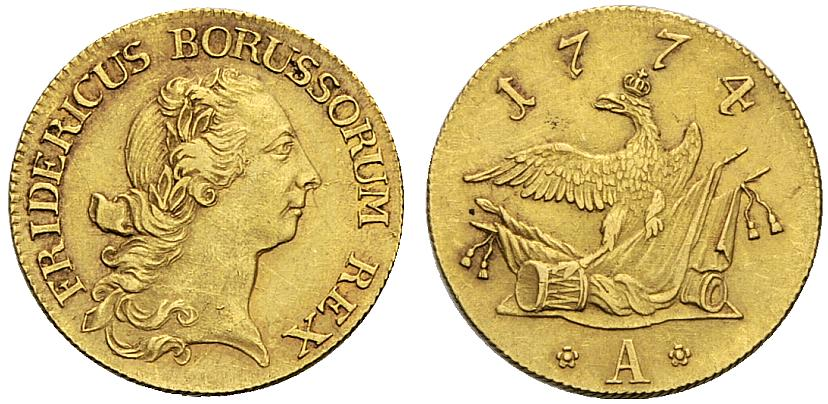
Friedrich d’or von 1774, Vorderseite: Friedrich II.

Der Friedrich d’or (französisch d’or „aus Gold“), auch Friedrichsdor oder Friedrichsd’or, benannt nach Friedrich dem Großen, ist eine preußische Goldmünze im Realwert von 5 silbernen preußischen Reichstalern oder von 1 goldenen Pistole, die zwischen 1741 und 1855 geprägt wurde.

## Geschichte
Vorbilder waren die spanische Dublone und der französische Louis d’or. Der Vorgänger war der Wilhelm d’or. Friedrich der Große (1740–1786) ließ den Friedrich d’or erstmals 1741 prägen. Ab 1747 wurden doppelte und ab 1749 auch halbe Friedrich d’or geprägt. 1770 sank das Feingewicht von 6,05 g auf 6,03 g.
Friedrichs Nachfolger Friedrich Wilhelm II., Friedrich Wilhelm III. und Friedrich Wilhelm IV. führten die Münze weiter, bis sie ab 1855 eingezogen wurde.
Andere Staaten wie z. B. Sachsen benannten ebenfalls ihre Goldmünzen nach dem Vornamen des jeweiligen Regenten: August d’or, Friedrich August d’or, Christian d’or, Max d’or. Diese Goldmünzen unterlagen in Notzeiten – neben den Silbermünzen – auch einer zeitweiligen Feingehaltverschlechterung.
Während des Siebenjährigen Kriegs (1756–1763) veranlasste der preußische Herrscher die Prägung von sogenannten Mittel-Friedrich d'or mit einem Feingewicht von nur 4,2 g statt ursprünglich 6,05 g.
Ein großer doppelter Friedrich d'or mit einem Münzgewicht von etwa 13,05 g entsprach einem Wilhelm d'or. Analog glich ein halber Wilhelm d'or im Wert (Kaufkraft) einem Friedrich Wilhelm d'or. Zum Beispiel 1756 wurde auch ein halber Friedrichsdor geprägt (986er Gold, Masse 3,3 g, Durchmesser 21 mm).

## Numismatik
Der Friedrich d'or wurde in Werten von 1/2, 1 und 2 Friedrich d'or in Umlauf gebracht. Dabei ist zu beachten, dass nicht während der gesamten, sehr langen Prägezeit alle Werte erhältlich waren und auch nicht von allen preußischen Münzprägeanstalten geprägt wurden. Durchgehend erfolgte die Prägung in Berlin, erkennbar am Münzzeichen A, sowie in Breslau (Münzzeichen W und B seit 1750) und zeitweise auch in Kleve (Münzzeichen C ab 1751) und Aurich (Münzzeichen D ab 1752). Am weitesten verbreitet war der 1-Friedrichsdor mit einem Gewicht von 6,65 g und einem Durchmesser von 24,79 mm. Der Goldgehalt wurde in wirtschaftlich schlechten Zeiten leicht nach unten korrigiert.
Friedrich d'or ist die Bezeichnung für die 5-Taler-Goldmünze Pistole, die unter König Friedrich II. (1712 bis 1786), dem Großen, in Preußen eingeführt wurde. Der Münztyp war von Spanien (Escudo d'oro) über Frankreich (Louis d'or) nach Deutschland gelangt und von verschiedenen deutschen Herrschern übernommen worden. 
Bereits Friedrich Wilhelm I. (1688 bis 1740) hatte einfache und doppelte Pistolen (Wilhelm d'or) in geringen Auflagen produzieren lassen. Friedrich II. knüpfte an diese Tradition an und gab ab 1741 mit verändertem Münzbild halbe, ganze und doppelte Pistolen heraus. Während des Siebenjährigen Kriegs (1756–1763) veranlasste der Herrscher die Prägung von sogenannten Mittel-Friedrich d'or mit einem Feingewicht von nur 4,2 g statt ursprünglich 6,05 g.
Die Goldmünze wurde als deutsches Gegenstück zu dem französischen Louis d’or herausgebracht, um den Einfluss der beliebten französischen Währung im eigenen Land zu verringern. Im Jahre 1737 erfolgte die erste Prägung des Friedrich d'or, welcher zuvor, allerdings nur über einen sehr kurzen Zeitraum hinweg, als Wilhelm d'or bezeichnet wurde. Obwohl das Design sich am französischen Louis d’or orientierte, erfreute sich die deutsche Münze weniger Beliebtheit als das französische Goldstück. Der Mangel an Ansehen ist auf die geringen finanziellen Mittel und auf den Edelmetallmangel Preußens zurückzuführen.
Die Vorderseite des Friedrich d'or zeigt das Portrait oder eine Büste des jeweiligen Machthaber Preußens. Amtszeichen oder Orden sind nur in Verbindung mit dem Büstenmotiv des preußischen Königs zu sehen. Die Blickrichtung des preußischen Herrschers ist hierbei meist nach rechts ausgerichtet.
Auf der Rückseite der Münze ist der preußische Adler abgebildet. Dieser befindet sich unter dem Zeichen einer Krone oder wird sogar selbst von der Krone gekrönt. Des Weiteren breitet der Adler seine weiten Schwingen aus. Sein Blick ist nach links gerichtet. Um den preußischen Kämpfer- und Kriegswillen darzustellen, sind unterhalb des Adlers Waffen und Eroberungsstücke von den unterjochten Feinden Preußens zu sehen.
Die Münzseite des Friedrich d'or trägt als Umschrift den lateinischen bzw. den deutschen Namen des Königs, welchem die Worte „König von Preußen“ angehängt sind. Zudem wird auf der Münze durch den Buchstaben A auf die Prägestätte Berlin verwiesen.

## Kurs
Da der Friedrich d’or zur Zeit des Silberstandards Umlaufmünze und auch Handelsmünze war, hatte er einen wechselnden Wechselkurs zum Silber-Kurantgeld, der auf den Kurszetteln der Börsenplätze ablesbar war. Meist wurde er mit einem geringen Agio (Aufgeld) oder Disagio (Abgeld) zum Gegenwert von 5 Talern gehandelt. In preußischen Kaufverträgen oder Schuldscheinen wurde genau nach dem Zahlungsmittel „preußisch Courant“ oder „Friedrich d’or“ unterschieden.
Um 1780 hatte z. B. der sächsische August d’or im Inland einen Preis von 116 bis 120 Groschen sächsischen Silberkurantgeldes, also ein maximales Disagio von bis zu 4 Groschen. Im 19. Jahrhundert hatte er meist ein geringes Agio.

## Aussehen
Der Friedrich d’or besteht aus 21,6-karätigem Gold (900er Feingold). Das Feingewicht prägefrischer Münzen liegt bei 6,032 g. Eine Wertangabe und damit ein Nennwert fehlen. Der Großbuchstabe A bezeichnet als Münzzeichen die Staatliche Münze Berlin als prägende Münzstätte.
Auf der Vorderseite ist der Kopf, später das Brustbild des Königs abgebildet. Auf der Rückseite ist ein Adler auf Waffen zu sehen. Im Armabschnitt des Bildnisses auf den preußischen Friedrich d’ors von 1800 bis 1814 befindet sich ein kleines L, die Signatur des Münzgraveurs Daniel Friedrich Loos.
Im Gegensatz zu den großen (groben) Silber-Kurantmünzen fehlen auf den verschiedenen Goldmünzen (Friedrich d’or, Friedrich Wilhelm d’or) sowie auch bei den Dukaten häufig eine Nominalwertangabe in Talern oder gar eine Feingewichtsangabe im Gepräge, was seine Ursache wohl in der geringen Münzgröße hat. Außerdem wurden diese Goldmünzen aufgrund ihrer hohen Kaufkraft vom Empfänger sowieso einzeln auf der Münzwaage mit dem entsprechenden Passiergewicht nachgewogen und gleichzeitig auf eventuelle Münzverfälschung begutachtet.
Alle oben genannten Goldmünzen sind heute (auch wegen der staatlichen Einziehung) sehr selten und erzielen hohe Sammlerpreise (Sammlerwert für Münzsammler).